# Eulersdorf
Eulersdorf ist ein Stadtteil von Grebenau im mittelhessischen Vogelsbergkreis.

## Geographie
Das kleine Dorf liegt im Gründchen. Die Kernstadt Grebenau liegt östlich von Eulersdorf. Durch den Ort verläuft die Landesstraße 3160. In Ortsnähe fließt der Reimenröder Bach in die Schwarza.

## Ortsgeschichte

### Mittelalter
Erstmals urkundlich erwähnt wurde das Dorf im Jahre 1270: „... duo bona in Ailhardesdorph et duo bona sita in Vdenhausen ...“, (zwei Güter in Eulersdorf und zwei Güter gelegen in Udenhausen) als die Johanniter „Güter“ kauften. 
Am 21. April 1283 legten der Abt Heinrich, der Prior und der Konvent des Klosters Haina einen Konflikt mit dem Bruder Temmarius, Johanniterkomtur der Wetterau, bei, der zwischen dem Kloster und den Johannitern zu Grebenau bestanden hatte. Es ging um Besitz und Gericht in Winden, das später wüst fiel, in Eulersdorf (Alhertsdorf), Romrod, Wallersdorf, Merlos (Merles) und Bibenahe. Alles wurde gütlich beigelegt, und Bestimmungen über Hute, Weide und Almosen getroffen.
1580 wird der Ort in einem Salbuch als „Eylersdorff“ genannt. Außerdem heißt es dort: „... uf dem Elerßdorffer Grunde ...“
Der Ortsname Eulersdorf, Ailhardesdorph, leitet sich vom Rufnamen Ailhard ab, also ist es das „Dorf des Ailhards“.

### Neuzeit
Die Statistisch-topographisch-historische Beschreibung des Großherzogthums Hessen berichtet 1830 über Eulersdorf:

„Eulersdorf (L. Bez. Alsfeld) evangel. Filialdorf; liegt 2 3⁄4 St. von Alsfeld, hat 20 Häuser und 145 evangelische Einwohner, die früher sehr wohlstehend waren.“

Hessische Gebietsreform 1971/72
Zum 31. Dezember 1971 fusionierten im Zuge der Gebietsreform in Hessen die bis dahin eigenständigen Gemeinden Eulersdorf, Reimenrod, Schwarz, Udenhausen und Wallersdorf in die Stadt Grebenau freiwillig zur erweiterten Stadt Grebenau. Am 1. August 1972 wurden kraft Landesgesetz die Gemeinden Bieben mit Merlos nach Grebenau eingemeindet. Für alle eingegliederten Gemeinden und die Kernstadt wurde je ein Ortsbezirke nach der Hessischen Gemeindeordnung errichtet.

### Verwaltungsgeschichte im Überblick
Die folgende Liste zeigt die Staaten und Verwaltungseinheiten, denen Eulersdorf angehört(e):
- vor 1567: Heiliges Römisches Reich, Landgrafschaft Hessen, Amt Grebenau
- ab 1567: Heiliges Römisches Reich, Landgrafschaft Hessen-Marburg, Amt Grebenau[14]
- 1604–1648: Heiliges Römisches Reich, strittig zwischen Landgrafschaft Hessen-Darmstadt und Landgrafschaft Hessen-Kassel (Hessenkrieg)[15]
- ab 1604: Heiliges Römisches Reich, Landgrafschaft Hessen-Darmstadt, Amt Grebenau
- 1787:  Heiliges Römisches Reich, Landgrafschaft Hessen-Darmstadt, Oberfürstentum Hessen, Amt Grebenau (Das Amt Grebenau umfasste die Orte Bieben, Eulersdorf, Grebenau, Reimenrod, Udenhausen und Wallersdorf sowie Merlos.)[16]
- ab 1806: Großherzogtum Hessen,[Anm. 2] Fürstentum Oberhessen, Oberamt Alsfeld, Amt (und ab 1803 Gericht) Grebenau[17]
- ab 1812: Großherzogtum Hessen, Regierungsbezirk Gießen, Amt Alsfeld[18]
- ab 1815: Großherzogtum Hessen, Provinz Oberhessen, Amt Alsfeld[19]
- ab 1821: Großherzogtum Hessen, Provinz Oberhessen, Landratsbezirk Romrod[Anm. 3][20]
- ab 1829: Großherzogtum Hessen, Provinz Oberhessen, Landratsbezirk Alsfeld (Amtssitzverlegung)
- ab 1832: Großherzogtum Hessen, Provinz Oberhessen, Kreis Alsfeld
- ab 1848: Großherzogtum Hessen, Regierungsbezirk Alsfeld
- ab 1852: Großherzogtum Hessen, Provinz Oberhessen, Kreis Alsfeld
- ab 1867: Norddeutscher Bund,[Anm. 4] Großherzogtum Hessen, Provinz Oberhessen, Kreis Alsfeld
- ab 1871: Deutsches Reich, Großherzogtum Hessen, Provinz Oberhessen, Kreis Alsfeld
- ab 1918: Deutsches Reich (Weimarer Republik), Volksstaat Hessen, Provinz Oberhessen, Kreis Alsfeld
- ab 1938: Deutsches Reich, Volksstaat Hessen, Landkreis Alsfeld[21][Anm. 5]
- ab 1945: Amerikanische Besatzungszone,[Anm. 6] Groß-Hessen, Regierungsbezirk Darmstadt, Kreis Alsfeld
- ab 1946: Amerikanische Besatzungszone, Land Hessen, Regierungsbezirk Darmstadt, Kreis Alsfeld
- ab 1949: Bundesrepublik Deutschland, Land Hessen, Regierungsbezirk Darmstadt, Kreis Alsfeld
- ab 1972: Bundesrepublik Deutschland, Land Hessen, Regierungsbezirk Darmstadt, Vogelsbergkreis, Gemeinde Grebenau[Anm. 7]
- ab 1981: Bundesrepublik Deutschland, Land Hessen, Regierungsbezirk Gießen, Vogelsbergkreis, Gemeinde Grebenau

### Gerichtszugehörigkeit seit 1803
In der Landgrafschaft Hessen-Darmstadt wurde mit Ausführungsverordnung vom 9. Dezember 1803 das Gerichtswesen neu organisiert. Für die Provinz Oberhessen wurde das Hofgericht Gießen als Gericht der zweiten Instanz eingerichtet. Die Rechtsprechung der ersten Instanz wurde durch die Ämter bzw. Standesherren vorgenommen und somit für Eulersdorf durch das Amt Grebenau. Das Hofgericht war für normale bürgerliche Streitsachen Gericht der zweiten Instanz, für standesherrliche Familienrechtssachen und Kriminalfälle die erste Instanz. Übergeordnet war das Oberappellationsgericht Darmstadt.
Mit der Gründung des Großherzogtums Hessen 1806 wurde diese Funktion beibehalten, während die Aufgaben der ersten Instanz 1821 im Rahmen der Trennung von Rechtsprechung und Verwaltung auf die neu geschaffenen Landgerichte übergingen. „Landgericht Alsfeld“ war daher von 1821 bis 1879 die Bezeichnung für das erstinstanzliche Gericht in Alsfeld, das heutige Amtsgericht, das für Eulersdorf zuständig war.
Anlässlich der Einführung des Gerichtsverfassungsgesetzes mit Wirkung vom 1. Oktober 1879, infolge derer die bisherigen großherzoglich hessischen Landgerichte durch Amtsgerichte an gleicher Stelle ersetzt wurden, während die neu geschaffenen Landgerichte nun als Obergerichte fungierten, kam es zur Umbenennung in Amtsgericht Alsfeld und Zuteilung zum Bezirk des Landgerichts Gießen. In der Bundesrepublik Deutschland sind die übergeordneten Instanzen das Landgericht Gießen, das Oberlandesgericht Frankfurt am Main sowie der Bundesgerichtshof als letzte Instanz.

## Bevölkerung

### Einwohnerstruktur 2011
Nach den Erhebungen des Zensus 2011 lebten am Stichtag dem 9. Mai 2011 in Eulersdorf 135 Einwohner. Darunter waren 3 (2,2 %) Ausländer.
Nach dem Lebensalter waren 18 Einwohner unter 18 Jahren, 51 zwischen 18 und 49, 33 zwischen 50 und 64 und 33 Einwohner waren älter.
Die Einwohner lebten in 57 Haushalten. Davon waren 15 Singlehaushalte, 18 Paare ohne Kinder und 21 Paare mit Kindern, sowie 3 Alleinerziehende und keine Wohngemeinschaften. In 18 Haushalten lebten ausschließlich Senioren und in 30 Haushaltungen lebten keine Senioren.

### Einwohnerentwicklung
| • 1791: | 102 Einwohner                      |
| • 1800: | 095 Einwohner                      |
| • 1806: | 104 Einwohner, 16 Häuser           |
| • 1829: | 145 Einwohner, 20 Häuser           |
| • 1867: | 147 Einwohner, 21 bewohnte Gebäude |
| • 1875: | 137 Einwohner, 21 bewohnte Gebäude |

| Eulersdorf: Einwohnerzahlen von 1791 bis 2011 | Eulersdorf: Einwohnerzahlen von 1791 bis 2011 | Eulersdorf: Einwohnerzahlen von 1791 bis 2011 | Eulersdorf: Einwohnerzahlen von 1791 bis 2011 | Eulersdorf: Einwohnerzahlen von 1791 bis 2011 |
| --- | --------------------------------------------- | --------------------------------------------- | --------------------------------------------- | --------------------------------------------- |
| Jahr |                                               |                                               |                                               | Einwohner                                     |
| 1791 | 1791                                          |                                               | 102                                           | 102                                           |
| 1800 | 1800                                          |                                               | 95                                            | 95                                            |
| 1806 | 1806                                          |                                               | 104                                           | 104                                           |
| 1829 | 1829                                          |                                               | 145                                           | 145                                           |
| 1834 | 1834                                          |                                               | 117                                           | 117                                           |
| 1840 | 1840                                          |                                               | 121                                           | 121                                           |
| 1846 | 1846                                          |                                               | 128                                           | 128                                           |
| 1852 | 1852                                          |                                               | 143                                           | 143                                           |
| 1858 | 1858                                          |                                               | 120                                           | 120                                           |
| 1864 | 1864                                          |                                               | 128                                           | 128                                           |
| 1871 | 1871                                          |                                               | 149                                           | 149                                           |
| 1875 | 1875                                          |                                               | 137                                           | 137                                           |
| 1885 | 1885                                          |                                               | 155                                           | 155                                           |
| 1895 | 1895                                          |                                               | 130                                           | 130                                           |
| 1905 | 1905                                          |                                               | 126                                           | 126                                           |
| 1910 | 1910                                          |                                               | 115                                           | 115                                           |
| 1925 | 1925                                          |                                               | 128                                           | 128                                           |
| 1939 | 1939                                          |                                               | 146                                           | 146                                           |
| 1946 | 1946                                          |                                               | 211                                           | 211                                           |
| 1950 | 1950                                          |                                               | 203                                           | 203                                           |
| 1956 | 1956                                          |                                               | 155                                           | 155                                           |
| 1961 | 1961                                          |                                               | 158                                           | 158                                           |
| 1967 | 1967                                          |                                               | 148                                           | 148                                           |
| 1970 | 1970                                          |                                               | 168                                           | 168                                           |
| 1980 | 1980                                          |                                               | ?                                             | ?                                             |
| 1990 | 1990                                          |                                               | ?                                             | ?                                             |
| 2000 | 2000                                          |                                               | ?                                             | ?                                             |
| 2011 | 2011                                          |                                               | 135                                           | 135                                           |
| Datenquelle: Historisches Gemeindeverzeichnis für Hessen: Die Bevölkerung der Gemeinden 1834 bis 1967. Wiesbaden: Hessisches Statistisches Landesamt, 1968. Weitere Quellen: ; Zensus 2011 |                                               |                                               |                                               |                                               |

### Historische Religionszugehörigkeit
| • 1829: | 145 evangelische (= 100 %) Einwohner                              |
| • 1961: | 125 evangelische (= 79,11 %), 11 katholische (= 6,96 %) Einwohner |

## Politik
Für Eulersdorf besteht ein Ortsbezirk (Gebiete der ehemaligen Gemeinde Eulersdorf) mit Ortsbeirat und Ortsvorsteher nach der Hessischen Gemeindeordnung.
Der Ortsbeirat besteht aus fünf Mitgliedern. Bei den Kommunalwahlen in Hessen 2021 betrug die Wahlbeteiligung zum Ortsbeirat 71,70 %. Alle Mitglieder gehören der „Wählergemainschaft Eulersdorf“ an. 
Der Ortsbeirat wählte Thorsten Gröger zum Ortsvorsteher.

## Sonstiges
- Eulersdorf wurde 2001 in das hessische Dorferneuerungsprogramm aufgenommen.
- Im Dorf gibt es einen städtischen Kindergarten.
- Die 1749 wiedererrichtete Fachwerkkirche wurde 1992 komplett renoviert.[29]